# Manfred Pollmer
Manfred Pollmer (* 10. November 1922 in Geyer; † 23. November 2000) war ein Mundartdichter und Heimatforscher des sächsischen Erzgebirges.

## Leben

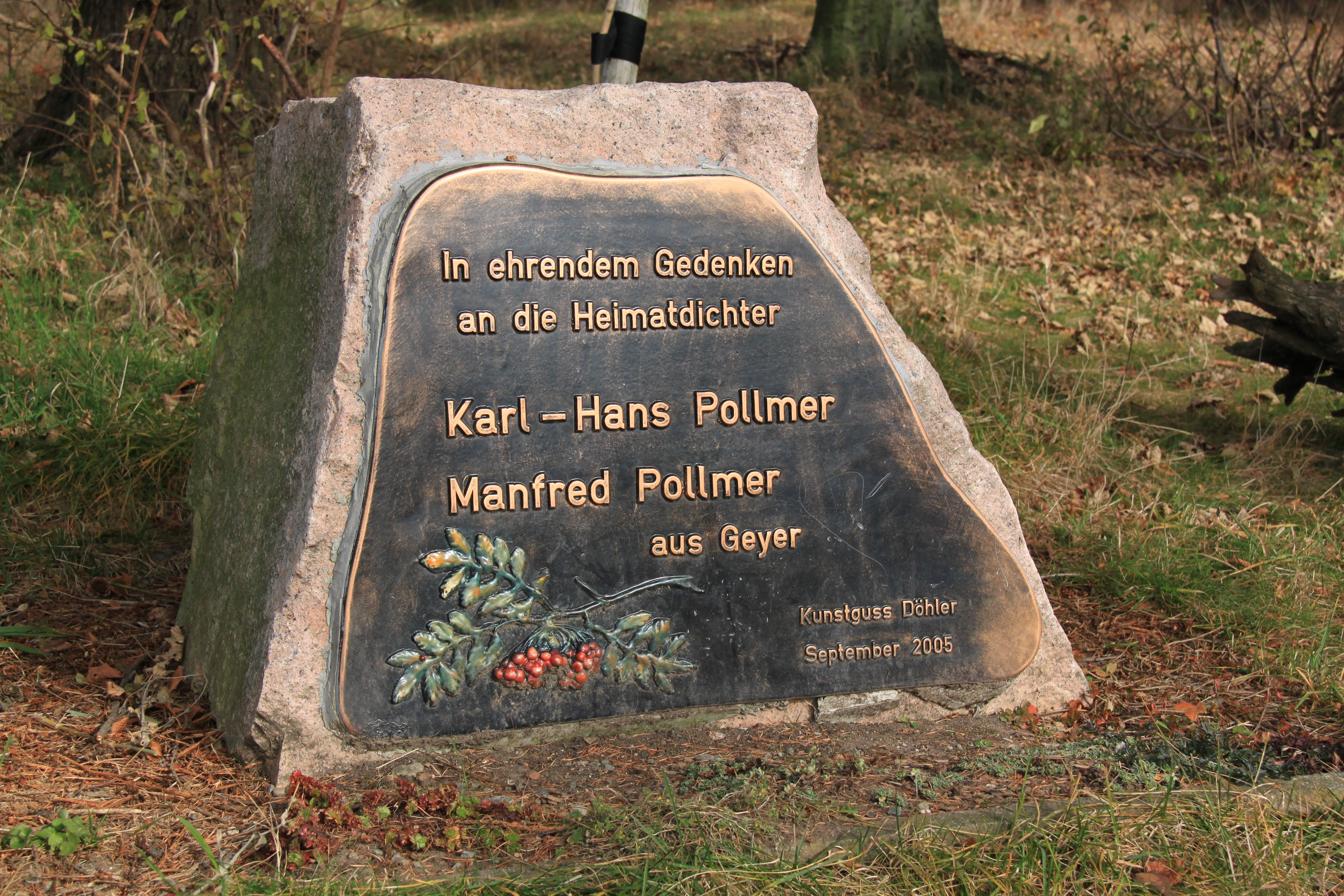
Gedenkstein für die Brüder Manfred und Karl Hans Pollmer in Geyer

Der Sohn eines Strumpfwirkers ist der jüngere Bruder des Mundartdichters Karl Hans Pollmer und war nach seiner Schul- und Berufsausbildung von 1939 bis 1954 als Speditionskaufmann in Leipzig tätig. Während der Teilnahme am Zweiten Weltkrieg wurde er schwer verletzt. Nach der Rückkehr in seine Geburtsstadt Geyer war er als Buchhalter tätig, bevor er 1965 freischaffender Journalist und gleichzeitig Vorsitzender der Ortsgruppe Geyer des Deutschen Kulturbundes wurde. Nach der Wiedergründung des Erzgebirgszweigvereins Geyer 1990 übernahm er dessen Leitung, die er 1994 aus Altersgründen niederlegte. Er blieb jedoch dessen Ehrenvorsitzender.

## Werke
1956 veröffentlichte Manfred Pollmer erstmals Beiträge in der Kreispresse. Ab 1961 war er als Mundartsprecher in mehreren Erzgebirgsgruppen tätig. Er verfasste über 200 Gedichte, über 30 vertonte Liedtexte und zahlreiche Geschichten, fast alle in erzgebirgischer Mundart.
Seit Anfang der 1960er Jahre wurde er zu einem der bekanntesten Autoren der zwölfmal jährlich erscheinenden Zeitschrift Der Heimatfreund für das Erzgebirge, auch schrieb er für die ab 1978 aus dieser hervorgegangenen Erzgebirgischen Heimatblätter, deren Redaktionsbeirat er angehörte.
Zu seiner Veröffentlichungen zählen:
- Wir stellen unsere Mitarbeiter vor: Hans-Heinrich Stölzel. In: Der Heimatfreund für das Erzgebirge 17 (1972), S. 14–15.
- Zum 75. Geburtstag von Curt Herbert Richter. In: Der Heimatfreund für das Erzgebirge 19 (1974), S. 10–11.
- Werner Spickenreuther. In: Der Heimatfreund für das Erzgebirge 21 (1976), Heft 3, S. 69–71.
- Wenn hubn bei uns Weihnachten is. Ein winterlich-weihnachtliches Lese- und Vortragsbuch mit Gedichten und Erzählungen in der Mundart des sächsischen Erzgebirges. Leipzig 1991.

## Ehrungen
Am 10. November 2005 wurde ein Granitblock mit folgender Inschrift für die beiden Pollmer-Brüder errichtet: In ehrendem Gedenken an die Heimatdichter Karl-Hans Pollmer und Manfred Pollmer aus Geyer Kunstguss Döhler September 2005.